# Nyárszói református templom

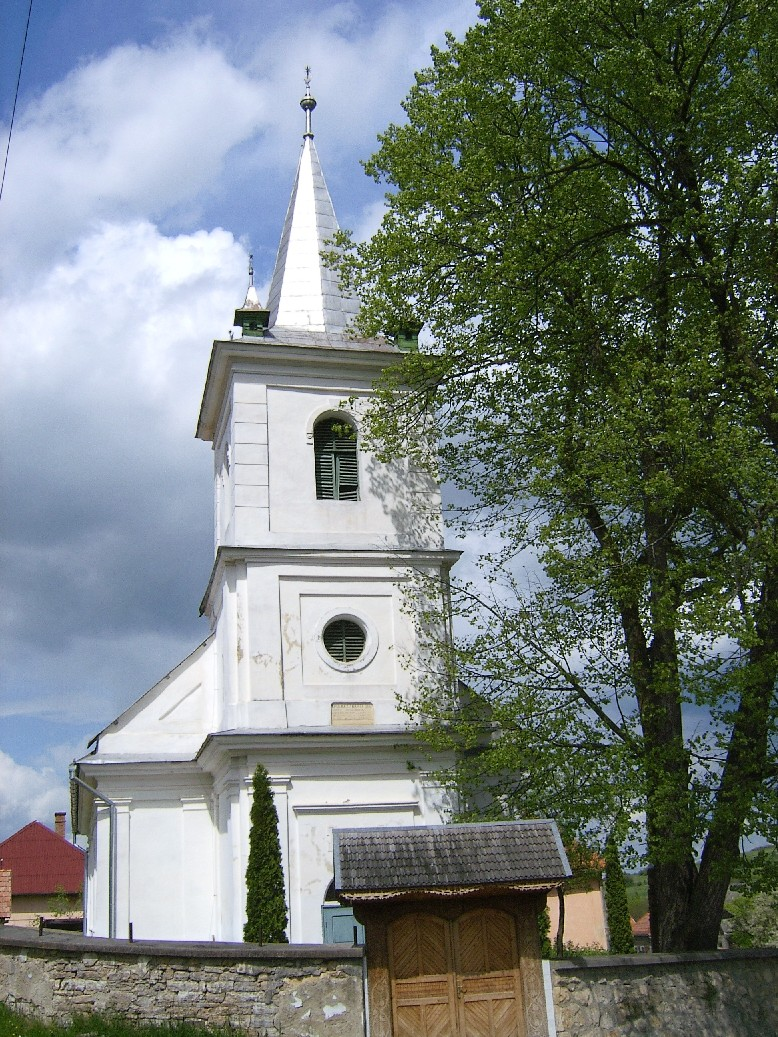
Nyárszói református templom

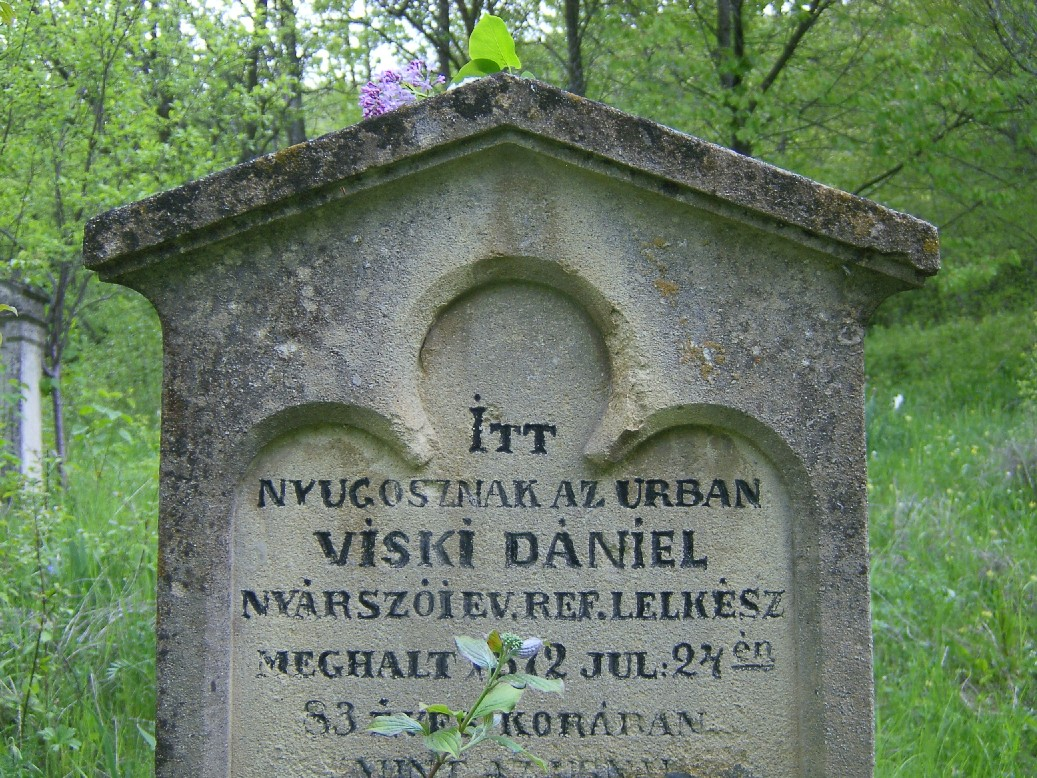
Viski Dániel sírja a nyárszói temetőben

Nyárszót az oklevelek 1391-ben már királyi birtokként említik, majd a sebesvári uradalomhoz került és végül a 15. századtól a Bánffy család birtoka volt.

## Története és leírása
Reformátussá lett lakossága 1782-ben vált önálló gyülekezetté. Középkori templomáról nincs adat.
1729-ben épült templomát 1885-ben építették át. Jelenleg az egyhajós épület két végén karzat található. Díszes mennyezeti kazettái nincsenek, ám a padok, a karzat és a feljárók mellvédjén jól láthatóan a régi virágmotívumok. Orgonája 1881-ben készült a hívek adakozásából.
A falu régi temetőjében nyugszik Ady Endre anyai ági dédapja, Viski Dániel, aki több mint ötven évig volt a falu lelkésze.

## Külső hivatkozások
- Kalotaszeg honlapja - kalotaNET
- Erdélyi Református Egyházkerület[halott link]
- Szabadság[halott link]